# Нойфарн-ін-Нідербаєрн
Нойфарн-ін-Нідербаєрн (нім. Neufahrn in Niederbayern) — громада в Німеччині, знаходиться в землі Баварія. Підпорядковується адміністративному округу Нижня Баварія. Входить до складу району Ландсгут.
Площа — 38,76 км2. Населення становить 4274 ос. (станом на 31 грудня 2020).